# Вольфганг Ізер
Вольфганг Ізер (Wolfgang Iser; нар. 22 липня 1926, Маріенберг — пом. 24 січня 2007, Констанц) — німецький філолог-англіст і літературознавець.

## Біографія
Ізер приєднався до НСДАП 20 квітня 1944 року (членський номер 9 742 398). З 1945 року вивчав англійську мову, філософію та німецьку мову в Лейпцигу, Тюбінгені та Гейдельберзі. У 1950 році він здобув ступінь доктора в Гейдельберзі, а потім працював редактором в Англії. У 1957 році закінчив габілітацію в Гейдельберзі. З 1960 року він був повним професором Вюрцбурзького університету. У 1963 році перейшов до Кельнського університету. З 1967 по 1991 рік Вольфганг Ізер викладав в університеті Констанца. Разом із Гансом Робертом Яусом і Гансом Блуменбергом він був одним із засновників дослідницької групи «Поетика і герменевтика». З 1978 року Ізер став постійним гостьовим викладачем у Каліфорнійському університеті в Ірвайні. Він також викладав у багатьох інших університетах світу.

## Доробок
Ізер здобув міжнародне визнання завдяки своїй теорії естетики впливу, яку він уперше виклав у короткому тексті «Приваблива структура текстів» (1970), а через два роки в «Імпліцитному читачі» він розробив її, використовуючи різні літературні приклади, і остаточно розвинув її теоретично в 1976 році в «Акті читання». Пізніше він відкрив нове поле дослідження своєю теорією літературної антропології (проте начерки цієї літературної антропології можна знайти вже у працях 1970-х років, наприклад, в «Акті читання»).

## Викладання за кордоном
- 1970—1971: науковий співробітник Центру гуманітарних наук Весліанського університету
- 1973—1974: науковий співробітник Нідерландського інституту перспективних досліджень, Вассенаар, Нідерланди
- 1978: науковий співробітник Прінстонського університету, США
- 1985—1986: співробітник Інституту перспективних досліджень Єврейського університету в Єрусалимі
- 1991: співробітник Фонду Рокфеллера
- постійний запрошений професор Каліфорнійського університету в Ірвайні

## Основні теоретичні моделі
- У своїй естетиці впливу Ізер сформулював теорію про те, що літературний текст розвиває свій ефект лише в акті читання. Таким чином, Ізер значно вище ставить читача порівняно з автором і текстом, оскільки текст, створений автором, ніколи не може розвинути свій ефект без читача. Досліджуючи цей «акт читання», Ізер, слідом за Романом Інгарденом, приходить до теорії пробілу в тексті та імпліцитного читача. Таким чином тексти створюють можливість для діалогу з читачем. Література стає спілкуванням.
- Літературна антропологія: оскільки всі культури завжди створювали літературу, Ізер порушує питання про специфічне досягнення літератури. У своїй праці Das Fiktive und das Imaginäre («Фіктивне й уявне», 1991) він визначає потребу у вигадці як антропологічну константу.

## Нагороди та членство
- Почесні докторські ступені університетів Софії[8], Бухареста, Гіссена та Зігена[9]
- Гейдельберзька академія наук
- Почесний член Британської асоціації порівняльного літературознавства
- Почесний член: Асоціація сучасних мов Америки (MLA)
- Почесний іноземний член Американської академії мистецтв і наук
- Academia Europaea
- Член-кореспондент Британської академії (2001)

## Публікації
- Die Weltanschauung Henry Fieldings (1952)
- Walter Pater. Die Autonomie des Ästhetischen (1960)
- Spensers Arkadien-Fiktion und Geschichte in der englischen Renaissance (1970)
- Die Appellstruktur der Texte. Unbestimmtheit als Wirkungsbedingung literarischer Prosa. (1970)
- Der implizite Leser. Kommunikationsformen des Romans von Bunyan bis Beckett (1972)
- Акт читання. Теорія естетичного впливу / Der Akt des Lesens. Theorie ästhetischer Wirkung (1976)
- Естетика невдачі / Die Artistik des Mißlingens (1979)
- Функції фіктивного/ als Hrsg. mit Dieter Henrich: Funktionen des Fiktiven. München 1983.
- Laurence Sternes «Tristram Shandy». Inszenierte Subjektivität (1987)
- Shakespeares Historien. Genesis und Geltung (1988)
- Prospecting: From Reader Response to Literary Anthropology (1989)
- Фіктивне й уявне / Das Fiktive und das Imaginäre — Perspektiven literarischer Anthropologie (1991)
- The Range of Interpretation (2000)
- How to do theory (2005)
- Emergenz: Nachgelassene und verstreut publizierte Essays (2013)